# Steve Coogan

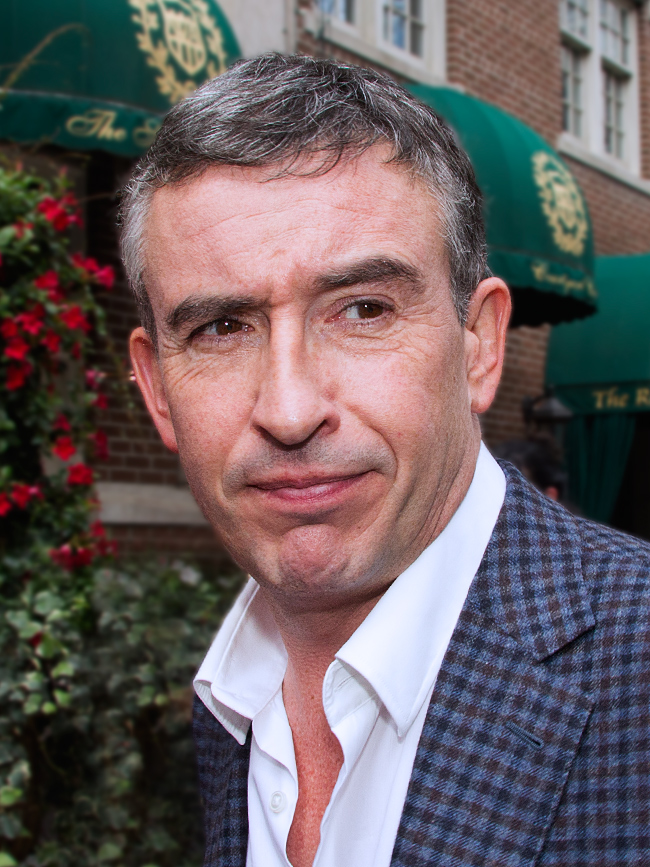
Steve Coogan (2013)

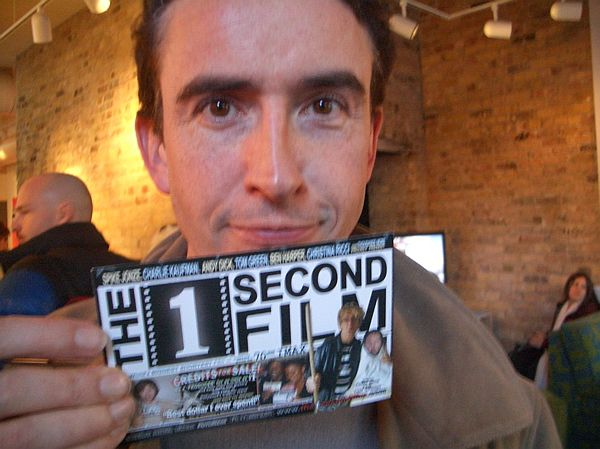
Steve Coogan, 22. Januar 2005

Stephen John „Steve“ Coogan (* 14. Oktober 1965 in Manchester, England) ist ein britischer Schauspieler, Komiker und Drehbuchautor.

## Leben
Coogan stammt aus einer irisch-katholischen Familie und wuchs in Manchester auf. Er begann seine Karriere als Stand-up-Komiker und arbeitete auch als Stimmenimitator für die berühmte Puppenserie Spitting Image.
Sein Durchbruch kam, als er zur BBC wechselte und dort mit den Autoren und Produzenten Chris Morris und Armando Iannucci Sendungen für das Radioprogramm des Senders, wie die Serie The Day Today entwickelte. In The Day Today gab es auch die ersten Auftritte von Coogans berühmtester Figur, dem inkompetenten und meist überforderten, jedoch vor Selbstbewusstsein strotzendem Moderator Alan Partridge. Partridge wurde rasch so populär, dass Coogan ihn mittlerweile in vier Fernsehserien (Knowing Me, Knowing You with Alan Partridge und I’m Alan Partridge sowie Mid Morning Matters with Alan Partridge und This Time with Alan Partridge), einem Kinofilm (Alan Partridge: Alpha Papa), mehreren Fernsehfilmen und Specials sowie in zahlreichen Auftritten für andere Fernsehserien, Comedy-Shows und Festivals verkörpert hat.
Einige Running Gags aus den Sendungen des fiktiven Showmasters sind mittlerweile Allgemeingut in der englischen Populärkultur, vor allem Partridges Angewohnheit, seine Gäste mit Auszügen aus ABBA-Songs und der Formel „Knowing me, Alan Partridge, knowing you, [Name des Gastes], a-ha“ zu begrüßen. Außer dem Showmaster hat Coogan aber noch einige andere Charaktere in seinem Repertoire, beispielsweise die Titelfigur der BBC-Serie Dr. Terrible’s House Of Horrible, eine Parodie auf alte Horrorfilme, und mehrere Einwohner der fiktiven Stadt Ottle in der Serie Coogan’s Run.
Im Jahr 2013 war er Co-Autor, Produzent und Hauptdarsteller des Films Philomena, der ihm Nominierungen bei den Golden Globes und BAFTAs sowie bei den Academy Awards für das beste adaptierte Drehbuch und den besten Film einbrachte. Für seine Darstellung von Stan Laurel in Stan & Ollie erhielt er 2018 eine Nominierung für den BAFTA Award als bester Hauptdarsteller. 2023 wechselte er für BBC One erstmals ins ernste Fach, in dem er in der vierteiligen Mini-Serie The Reckoning den pädophilen TV-Star Jimmy Savile verkörperte. Hierfür wurde er 2024 für einen BAFTA nominiert.
In seiner 2015 erschienen Autobiografie  Easily Distracted erwähnt er, dass er in den 1990er-Jahren seine Kokainsucht überwand.

## Filmografie (Auswahl)
- 1987–1990: Spitting Image (Fernsehserie, 22 Folgen, Stimme)
- 1989: Resurrected
- 1994: The Day Today (Fernsehserie, 7 Folgen)
- 1994–1995: Knowing Me, Knowing You with Alan Partridge (Fernsehserie, 7 Folgen)
- 1995: Der Indianer im Küchenschrank (The Indian in the Cupboard)
- 1995: Coogan’s Run (Fernsehserie, 6 Folgen)
- 1996: Sturm in den Weiden (The Wind in the Willows)
- 1997–2002: I’m Alan Partridge (Fernsehserie, 12 Folgen)
- 1998: Hering auf der Hose (The Revengers’ Comedies)
- 2001: Das B-Team: Beschränkt und auf Bewährung (The Parole Officer)
- 2001: Dr. Terrible’s House of Horrible (Fernsehserie, 6 Folgen)
- 2002: 24 Hour Party People
- 2003: Coffee and Cigarettes
- 2004: In 80 Tagen um die Welt (Around the World in 80 Days)
- 2004: Ella – Verflixt & zauberhaft (Ella Enchanted, Stimme)
- 2005: A Cock and Bull Story
- 2006–2007: Saxondale (Fernsehserie, 13 Folgen)
- 2006: Alibi – Ihr kleines schmutziges Geheimnis ist bei uns sicher (The Alibi)
- 2006: Marie Antoinette
- 2006: Nachts im Museum (Night at the Museum)
- 2007: Hot Fuzz – Zwei abgewichste Profis (Hot Fuzz)
- 2008: Tropic Thunder
- 2008: Hamlet 2
- 2009: Kabinett außer Kontrolle (In the Loop)
- 2009: What Goes Up
- 2009: Nachts im Museum 2 (Night at the Museum: Battle of the Smithsonian)
- 2010–2016: Mid Morning Matters with Alan Partridge (Fernsehserie, 18 Folgen)
- 2010: Percy Jackson – Diebe im Olymp (Percy Jackson & the Olympians: The Lightning Thief)
- 2010: Die etwas anderen Cops (The Other Guys)
- 2010: Marmaduke (Stimme)
- 2011: Our Idiot Brother
- 2012: Ruby Sparks – Meine fabelhafte Freundin (Ruby Sparks)
- 2012: Das Glück der großen Dinge (What Maisie Knew)
- 2013: The Look of Love
- 2013: Ich – Einfach unverbesserlich 2 (Despicable Me 2, Stimme)
- 2013: Philomena
- 2013: Alan Partridge: Alpha Papa
- 2014: Nachts im Museum: Das geheimnisvolle Grabmal (Night at the Museum: Secret of the Tomb)
- 2015: Minions (Stimme)
- 2015: Happyish (Serie)
- 2016: Pets (The Secret Life of Pets, Stimme)
- 2016: Im Todestrakt (Shepherds and Butchers)
- 2017: The Dinner
- 2017: Ich – Einfach unverbesserlich 3 (Despicable Me 3, Stimme)
- 2018: Stan & Ollie
- 2018: Unersetzlich (Irreplaceable You)
- 2018: Ideal Home
- 2018: Holmes & Watson (uncredited)
- 2019: The Professor and the Madman
- 2019: Greed
- seit 2019: This Time with Alan Partridge (Fernsehserie)
- 2022: Minions – Auf der Suche nach dem Mini-Boss (Minions: The Rise of Gru, Stimme)
- 2022: The Lost King (auch Drehbuch)
- 2023: The Reckoning  (vierteilige Miniserie)
- 2024: Ich – Einfach unverbesserlich 4 (Despicable Me 4, Stimme)
- 2024: Joker: Folie à Deux
- 2024: Der Pinguin meines Lebens (The Penguin Lessons)
- 2025: Sandman (The Sandman, Fernsehserie, 3 Episoden, Stimme)